# ㄹ
Rieul (litera: ㄹ, kor. 리을) – spółgłoska dziąsłowa należąca do grupy pisma hangul, do oznaczenia spółgłoski uderzeniowo dziąsłowo dźwięcznej [ɾ] na początku wyrazu i pomiędzy samogłoskami, oraz spółgłoski bocznej dziąsłowej dźwięcznej [l] na końcu sylab. Według transkrypcji McCune’a-Reischauera spółgłoska brzmi "l", "r" i "n".
Jak podaje Koreańska Zasada Pisowni (Hunminjeongeum) ㅂ jest czwartą literą alfabetu koreańskiego. Służy do oznaczania płynnych spółgłosek w języku koreańskim. Tę płynną spółgłoskę wymawia się jako dźwięk boczny, dotykając czubkiem języka górnych dziąseł i wprawiając w drżenie struny głosowe podczas wydechu przez obie strony języka na końcu sylaby. Pomiędzy samogłoskami wymawia się ją jako dźwięk wybuchowy, wprawiając w drżenie struny głosowe i uderzając czubkiem języka o górne dziąsła jednokrotnie.
Dźwięk spółgłoski brzmi podobnie jak "l" w angielskim słowie "ladder" lub polskie "r" na początku i między samogłoskami i "l" na końcu.

## Pismo

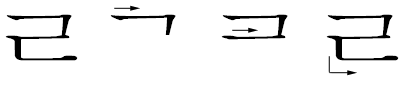
Kolejność stawiania kresek

## Historia
Litera powstała na podstawie litery ㄱ, jednak w tym wypadku nie dodano do niech kreski, a utworzono ㄹ, co sprawiło, że litera ㄹ została utworzona niezależnie. W pierwszym tekście, w którym litera ta została opisana, nazwano ją jako "ㄹ 梨乙". Dopiero w tekście "Unified Hangul Spelling Proposal" autorstwa Joseon Language Society ustalono nazwę "리을", która pozostała do dziś.
W tekście Hunminjeongeum literze tej zostało przyjęte dwudzieste drugie miejsce w koreańskim alfabecie, ale po napisaniu tekstu Spółgłoska początkowa, spółgłoska końcowa i osiem wspólnych znaków (kor. 초성종성통용팔자(初聲終聲通用八字)’란), litera została postawiona na czwartym miejscu i tak pozostało do dziś.